# Tricromatisme
El tricromatisme és un fenomen relacionat amb la visió que es caracteritza per la presència de tres tipus de cons a la retina, permetent la percepció dels tres colors primaris. Aquesta capacitat es deu a la presència de tres fotopigments diferents als cons, els quals són sensibles a longituds d'ona específiques de la llum.

## Teoria de la visió del color
La teoria tricromàtica, també coneguda com a teoria de la visió del color, es basa en la idea que la visió del color en els éssers humans s'aconsegueix a través de la interacció de tres tipus de cons a la retina, cadascun sensible a diferents longituds d'ona de llum. Aquesta teoria va ser proposada per Thomas Young i Hermann von Helmholtz al segle XIX. Segons aquesta teoria, la combinació dels senyals d’aquests tres tipus de cons permet percebre una àmplia gamma de colors. La teoria tricromàtica ha estat fonamental en la comprensió de la percepció del color i ha establert les bases per a l'estudi de la fisiologia de la visió i l'òptica. A més, la teoria tricromàtica ha estat objecte d’estudi en relació amb els trastorns de la visió del color, com el daltonisme, que afecta la percepció de certs colors en les persones. Aquesta teoria ha estat fonamental per comprendre els mecanismes biològics subjacents a la percepció del color i ha establert les bases per al desenvolupament d'altres teories i models relacionats amb la visió del color.

## Variacions del tricromatisme

### Tricromatisme anòmal
El tricromatisme anòmal és una condició en què un individu posseeix els tres tipus de cons a la retina, però amb defectes funcionals que afecten la percepció de certs colors, cosa que resulta en dificultats per distingir certs tons de colors. Això és degut a mutacions en els gens que codifiquen els fotopigments dels cons. Les formes més comunes de tricromatisme anòmal son la protanomalia (deficiència en la percepció del color vermell), deuteranomalia (deficiència en la percepció del color verd) i tritanomalia (deficiència en la percepció del color blau). Aquestes alteracions afecten la capacitat de percebre certs colors de manera precisa, encara que les persones afectades encara tenen els tres tipus de cons a la retina.

## Éssers vius tricromàtics
- Éssers humans: els éssers humans són tricromàtics, ja que posseeixen tres tipus de cons a la retina que els permeten percebre una àmplia gamma de colors.
- Alguns primats: Alguns primats també són tricromàtics, cosa que els permet tenir una percepció del color similar a la dels éssers humans.